# Gustav Friedrich Klemm
Gustav Friedrich Klemm (Chemnitz, 1802. november 12. – Drezda, 1867. augusztus 26.) német kultúrtörténész.

## Életútja
Lipcsében tanult, ahol műveit: Atilla nach der Sage, Geschichte und Legende (Lipcse 1825) és a Geschichte von Bayern (Drezda 1825, 3 köt.) befejezése és mint költő is kísérletet tett. 1830-ban Nürnbergbe ment, ahol a Kriegs- und Friedenskurirt szerkesztette. 1838-ban a későbbi I. János szász királlyal Olaszországba utazván, udvari tanácsos és a királyi porcelán- és edénygyűjtemény igazgatója lett. Az általa gyűjtött gazdag etnográfiai és kultúrtörténeti gyűjtemény alapját képezte a lipcsei néprajzi gyűjteménynek. Művei közül megemlítjük még: Chronik der Stadt Dresden (Drezda 1833-37); Handbuch der germanischen Altertumskunde (uo. 1835); Allgemeine Kulturgeschichte der Menschheit (Lipcse 1843-52, 10 köt.); Die Frauen (uo. 1854).